# ایست فالماوت (ماساچوست)
ایست فالماوت (به انگلیسی: East Falmouth) یک منطقهٔ مسکونی در ایالات متحده آمریکا است که در شهرستان برنستبل، ماساچوست واقع شده‌است. ایست فالماوت ۱۶٫۳ کیلومتر مربع مساحت و ۶٬۰۳۸ نفر جمعیت دارد و ۱۱ متر بالاتر از سطح دریا واقع شده‌است.